# 2001년 마케도니아 공화국 분란
2001년 마케도니아 공화국 분란(마케도니아어: Воен конфликт во Македонија, 알바니아어: Lufta e vitit 2001 në Maqedoni)은 2001년 코소보 전쟁 참전 용사로 구성된 민족해방군 (NLA)이 2001년 2월 초 마케도니아 공화국(현재의 북마케도니아)의 보안군을 공격하면서 시작된 무력 충돌이다. 당시 직접적인 충돌이 발생한 지역은 테토보, 쿠마노보, 립코보시 등이다.
같은 해 8월 13일에 서명된 오흐리드 조약으로 종료되었다. 또한 NLA가 궁극적으로 알바니아인이 다수인 지역이 국가에서 분리되는 것을 원한다는 주장도 있었지만 NLA의 고위 구성원은 이를 부인했다. 분쟁 양측의 소식통에 따르면 전체 사상자는 양측에 수십 명뿐이었지만 분쟁은 일년 내내 지속되었다.

## 같이 보기
- 북마케도니아-코소보 관계
- 코소보